# Rally-VM 1991
Rally-VM 1991 vanns av Juha Kankkunen.

## Delsegrare
| Rally               | Förare            | Märke      |
| ------------------- | ----------------- | ---------- |
| Monte Carlo-rallyt  | Carlos Sainz      | Toyota     |
| Svenska rallyt      | Kenneth Eriksson  | Mitsubishi |
| Portugisiska rallyt | Carlos Sainz      | Toyota     |
| Safarirallyt        | Juha Kankkunen    | Lancia     |
| Korsikanska rallyt  | Carlos Sainz      | Toyota     |
| Akropolisrallyt     | Juha Kankkunen    | Lancia     |
| Nyzeeländska rallyt | Carlos Sainz      | Toyota     |
| Argentinska rallyt  | Carlos Sainz      | Toyota     |
| Finska rallyt       | Juha Kankkunen    | Lancia     |
| Australienrallyt    | Juha Kankkunen    | Lancia     |
| Sanremorallyt       | Didier Auriol     | Lancia     |
| Elfenbenskustrallyt | Kenjiro Shinozuka | Mitsubishi |
| Katalanska rallyt   | Armin Schwarz     | Toyota     |
| Brittiska rallyt    | Juha Kankkunen    | Lancia     |

## Slutställning
| Plats | Förare           | Märke      | Poäng |
| ----- | ---------------- | ---------- | ----- |
| 1     | Juha Kankkunen   | Lancia     | 150   |
| 2     | Carlos Sainz     | Toyota     | 143   |
| 3     | Didier Auriol    | Lancia     | 101   |
| 4     | Miki Biasion     | Lancia     | 69    |
| 5     | Kenneth Eriksson | Mitsubishi | 66    |
| 6     | Armin Schwarz    | Toyota     | 55    |